# Pigeon argenté
Columba argentina
Espèce
Statut de conservation UICN

 CR D : 
En danger critique
Le Pigeon argenté (Columba argentina) est une espèce d'oiseau appartenant à la famille des Columbidae.

## Description
Cet oiseau mesure 34 à 40 cm.
Le mâle est gris bleuâtre pâle avec les ailes noires. Le corps est grisâtre tout comme une partie de la queue dont la moitié terminale est noire. Une légère iridescence marque l'arrière du cou. La base du bec est pourpre et l'extrémité jaunâtre. Les iris sont bruns et les cercles oculaires rouges. Les pattes sont grises.
Le dimorphisme sexuel est faible puisque la femelle est plus sombre et moins argentée.
Le jeune a la poitrine chamois clair.

## Répartition
Cet oiseau peuple les îlots côtiers entre Sumatra, Bornéo et la péninsule de Malacca.

## Habitat
Cette espèce vit dans les mangroves et les régions boisées.

## Nidification
Le nid est construit dans un arbre ou un arbuste. La ponte ne comprend qu'un seul œuf.